# Vorstendom Bretzenheim
Bretzenheim is de naam van een in de Boven-Rijnse Kreits gelegen heerlijkheid, later graafschap, later vorstendom in het Heilige Roomse Rijk.

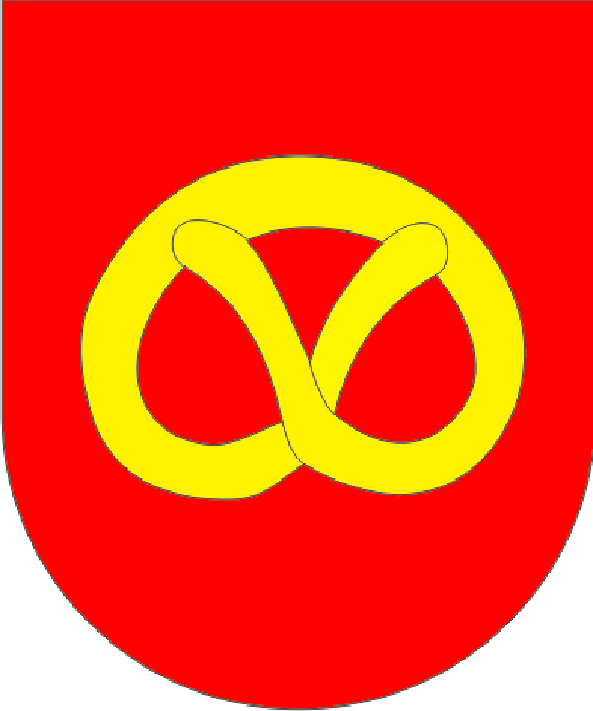
heerlijkheid Bretzenheim

Met de rijksheerlijkheid Bretzenheim waren de heren van Dhaun-Falkenstein door de keurvorsten van Keulen beleend. In 1662 ging de heerlijkheid over in het bezit van graaf Alexander van Velen. In 1664 maakte keizer Leopold I de heerlijkheid rijksvrij.
Toen het grafelijk huis in 1733 uitstierf, viel de heerlijkheid terug aan de keurvorst van Keulen als leenheer. Keulen beleende vervolgens in 1734 de graaf van Virmond en in 1744 de vrijheer van Roll-Bernau.
Keurvorst Karel Theodoor van Beieren verwierf de heerlijkheid in 1772. Hij schonk deze aan zijn buitenechtelijke zoon Karel August, graaf Heideck, die zich van dan af graaf van Bretzenheim noemde.
Door de aankoop van diverse heerlijkheden probeerde Karel August (geboren 1768, overleden 1828) een nieuw vorstendom te vormen, daarbij geholpen door zijn vader die geen wettige opvolger had.
In 1789 verleende keizer Jozef II hem de titel van rijksvorst. Daarmee kreeg hij een zetel in de Boven-Rijnse Kreits en een zetel in de Rijksdag op de Westfaalse gravenbank.
Ten gevolge van de bezetting van de linker Rijnoever door Frankrijk verloor de vorst die landen, waarop zijn rijksdagzetel gebaseerd was. Dit verlies werd definitief bij de vrede van Lunéville van 1801.
In de Reichsdeputationshauptschluss van 25 februari 1803 werd in paragraaf 22 vermeld: voor het verlies van Bretzenheim en Winzenheim¹ krijgt de vorst van Bretzenheim de stad en het damessticht Lindau aan het Bodenmeer.
Op 25 april ruilde hij het al met Oostenrijk  tegen de heerlijkheden Saros-Patack en Régecz in Hongarije. Op 27 april 1803 nam de vorst zijn nieuwe vorstendom Lindau in bezit, zijn regering eindigde op 14 maart 1804.
Bezittingen binnen het kanton Nederrijn van de Rijksridderschap:
- een half aandeel in de onverdeelde burcht Layen
- Mandel, in 1786 gekocht van de vrijheer van Dalberg-Herrnsheim
- 3/4 van Rümmelsheim
- Planig, in 1791 van de abdij Sankt Jacobsberg bij Mainz verworven

Bezittingen binnen het kanton Odenwald van de Rijksridderschap: 
- heerlijkheid Zwingenberg, in 1779 door zijn vader uit het staatsverband van Keur-Palts losgemaakt.

Niet alle bezittingen van de vorst behoorden ook tot het vorstendom. Tot het vorstendom behoorden:
- de oorspronkelijke rijksheerlijkheid Bretzenheim met de dorpen Bretzenheim en Winzenheim
- de dorpen Mandel en Rümmelsheim, die deel uitmaakten van de Nederrijnse Rijksridderschap
- het dorp Ippesheim dat deel uitmaakte van de Bovenrijnse Rijksridderschap
- het dorp Burglayen
- het dorp Planig
- onzeker is of ook het met Baden gemeenschappelijke dorp Udenheim tot het vorstendom behoorde.

Alleen Planig en Ippesheim grensde aan de oorspronkelijke heerlijkheid, de andere dorpen vormden exclaves.